# Lijst van beelden in Texel
Dit is een (onvolledige) chronologische lijst van beelden op Texel. Onder een beeld wordt hier verstaan elk driedimensionaal kunstwerk in de openbare ruimte van de Nederlandse gemeente Texel, waarbij beeld wordt gebruikt als verzamelbegrip voor sculpturen, standbeelden, installaties, gedenktekens en overige beeldhouwwerken.
Voor een volledig overzicht van de beschikbare afbeeldingen zie: Beelden op Texel op Wikimedia Commons

## Den Burg
| Geplaatst | Omschrijving                                                                       | Kunstenaar                                             | Straat                                               | Plaats   | Materiaal          | Afbeelding |
| --------- | ---------------------------------------------------------------------------------- | ------------------------------------------------------ | ---------------------------------------------------- | -------- | ------------------ | ---------- |
| 1599      | gevelsteen Gasthuis                                                                |                                                        | Kogerstraat                                          | Den Burg | steen              |            |
| 1641      | gevelstenen De Goutsberch                                                          |                                                        | Binnenburg                                           | Den Burg |                    |            |
| 1929-1930 | gevelornamenten op Het Polderhuis                                                  | Aad de Heij                                            | Vismarkt                                             | Den Burg |                    |            |
| 1953      | Esperantomonument                                                                  | dhr. Igesz                                             | Kogerstraat                                          | Den Burg | steen              |            |
| 1953      | Monument Georgische begraafplaats                                                  |                                                        | Zuid-Haffel (op de Georgische begraafplaats Loladze) | Den Burg | graniet            |            |
| 1961      | De Goede Herder                                                                    | Mari Andriessen                                        | Kogerstraat (op de Algemene begraafplaats Den Burg)  | Den Burg | brons              |            |
| 1966      | Bronzen plaquette van commandant Sjalva Loladze op de Georgische begraafplaats     |                                                        | Zuid-Haffel (op de Georgische begraafplaats Loladze) | Den Burg | brons              |            |
| 1968      | Het plukkende meisje                                                               | Jeanne Kouwenaar-Bijlo                                 | Beatrixlaan 46                                       | Den Burg | brons              |            |
| 1973      | Bronzen reliëfs op een smeedijzeren toegangshek                                    | onbekend (afkomstig uit Georgië)                       | Zuid-Haffel (op de Georgische begraafplaats Loladze) | Den Burg |                    |            |
| 1975      | Levensboom                                                                         | Georgi Otchiauri, Tia Draparidze en Zurab Sakvarelidze | Kogerstraat (op de Algemene begraafplaats Den Burg)  | Den Burg | koper              |            |
| 1985      | Plaquette ter herinnering aan Cornelia Boon-Verburg op de Georgische begraafplaats |                                                        | Zuid-Haffel (op de Georgische begraafplaats Loladze) | Den Burg |                    |            |
| 1991      | Water-wind                                                                         | Bart Drolenga                                          | Rotonde Emmalaan met Elemert en Beatrixlaan          | Den Burg | metaal             |            |
| 1997      | Lezende figuur                                                                     | Hortence Brouwn                                        | Parkstraat                                           | Den Burg |                    |            |
| 1998      | Zusters Arsène, Nicolina en Arnulfa                                                | Marijn Koenen-Gorter                                   | In wijkcentrum De Buureton, Beatrixlaan 43           | Den Burg | brons              |            |
| 2003      | Onbekommerd. Monument voor Jac. P. Thijsse                                         | Jan Wolkers                                            | Elemert                                              | Den Burg | staal, glas        |            |
| 2010      | Vis en graan                                                                       | Jaap Kees Drijver                                      | Gemeentehuis Den Burg, Emmalaan                      | Den Burg | metaal             |            |
| 2010      | Veerlicht                                                                          | Jerome Symons                                          | Gemeentehuis Den Burg, Emmalaan                      | Den Burg | graniet en staal   |            |
| 2017      | De Burghse Zetel                                                                   | Daan van Loenhout                                      | Vismarkt                                             | Den Burg | aluminium en beton |            |
| 2022      | Levensstromen                                                                      | Kerstin Edelmann                                       | Verzetstraat 79                                      | Den Burg |                    |            |
|           |                                                                                    |                                                        | Emmastraat, Sportpark Den Burg Zuid                  | Den Burg |                    |            |
|           | gevelstenen Schoutenhuys                                                           |                                                        | Vismarkt                                             | Den Burg |                    |            |
|           | mozaïek van het wapen van Texel                                                    |                                                        | Groeneplaats                                         | Den Burg |                    |            |
|           | gevelsteen De Vergulde Kikkert                                                     |                                                        | Gravenstraat                                         | Den Burg |                    |            |
|           | gevelsteen                                                                         |                                                        | Gravenstraat                                         | Den Burg |                    |            |

## De Cocksdorp
| Geplaatst | Omschrijving                | Kunstenaar            | Straat                    | Plaats                        | Materiaal                | Afbeelding |
| --------- | --------------------------- | --------------------- | ------------------------- | ----------------------------- | ------------------------ | ---------- |
| 1981      | De Schicht                  | Harry Tielemans       | Lancasterdijk             | De Cocksdorp                  | staal en basalt          |            |
| 1993      | De Dromer van Rapa Nui      | Bene Aukara Tuki Pate | Postweg 72                | De Cocksdorp Zuid-Eierland    | Tufsteen                 |            |
| 1997      | Monument Dakotaramp         |                       | Postweg (Vliegveld Texel) | De Cocksdorp, Midden-Eierland | Brons en Roestvast staal |            |
| 2010      | Houten molen, uitkijktoren  |                       | Molenlaan                 | De Cocksdorp                  | hout                     |            |
| 2017      | Vrijheid                    | Angelina Stiehl       | Stengweg in de Roggesloot | De Cocksdorp                  |                          |            |
| onbekend  | Toegangshek Vuurtoren Texel | onbekend              | Vuurtorenweg              | De Cocksdorp                  | metaal                   |            |
|           | Meeuwen                     |                       | Kikkertstraat             | De Cocksdorp                  | Staal (legering)         |            |

## Den Hoorn
| Geplaatst | Omschrijving                                                                | Kunstenaar     | Straat                                | Plaats    | Materiaal   | Afbeelding |
| --------- | --------------------------------------------------------------------------- | -------------- | ------------------------------------- | --------- | ----------- | ---------- |
| 1800      | Standbeelden Ceres en Neptunus (oorspronkelijk uit Buitenplaats Brakestein) |                | Diek 11a                              | Den Hoorn | steen       |            |
| 1960      | De Hoornblazer                                                              | René Karrer    | Herenstraat 30                        | Den Hoorn | mozaïek     |            |
| 1976      | Meeuwen                                                                     |                | Naalrand 2                            | Den Hoorn |             |            |
| 1994      | De Jutter                                                                   | Paul Roijmans  | Herenstraat 30                        | Den Hoorn | brons       |            |
| 1998      | Marilyn Monroe                                                              | onbekend       | Klif 12                               | Den Hoorn |             |            |
| 2007      | De Mok                                                                      | Renske Winters | Mokweg (bij de Joost Dourleinkazerne) | Den Hoorn | beton       |            |
| onbekend  | Herenfiets                                                                  | AW+            | De Naal 1                             | Den Hoorn | cortenstaal |            |

## De Koog
| Geplaatst | Omschrijving    | Kunstenaar                           | Straat      | Plaats  | Materiaal | Afbeelding |
| --------- | --------------- | ------------------------------------ | ----------- | ------- | --------- | ---------- |
| 1981      | Vrijheidsbeeld  | G. Djapavidtsje en Nodar Kvateladsje | De Brink    | De Koog |           |            |
| 1998      | Jac. P. Thijsse | Taeke Friso de Jong                  | Seetingpad  | De Koog |           |            |
| ca. 2000  | Sommeltjes      | Marcel Tielemans                     | Pelikaanweg | De Koog |           |            |
| 2012      | Zeehond         | Marcel Tielemans                     | Nikadel     | De Koog | hout      |            |

## Oosterend
| Geplaatst | Omschrijving                                               | Kunstenaar       | Straat                                    | Plaats    | Materiaal | Afbeelding |
| --------- | ---------------------------------------------------------- | ---------------- | ----------------------------------------- | --------- | --------- | ---------- |
| 1854      | IJzeren Kaap                                               | Quirinus Harder  | Lancasterdijk, Buitengebied               | Oosterend | ijzer     |            |
| 1934      | Monument Dijt. Monument voor dijkgraaf Jacob Sijbrand Dijt | arbeiders        | Lancasterdijk, in natuurgebied de Zandkes | Oosterend | baksteen  |            |
| 1978      | Schaap met twee lammeren                                   | Frans T. Voskuil | Hoek Peperstraat-Oranjestraat             | Oosterend | Koper     |            |
| 1984      | Lancaster-monument                                         |                  | Lancasterdijk                             | Oosterend |           |            |
| 2005      | Strender vissersvrouwen                                    | Anna de Visser   | Peperstraat                               | Oosterend | Brons     |            |
| 2008      | De beursende vissers                                       | Anna de Visser   | Hoek Oesterstraat-Kerkplein               | Oosterend | Brons     |            |
|           |                                                            |                  | Oesterstraat                              | Oosterend |           |            |

## Oudeschild
| Geplaatst   | Omschrijving                        | Kunstenaar         | Straat                            | Plaats     | Materiaal          | Afbeelding |
| ----------- | ----------------------------------- | ------------------ | --------------------------------- | ---------- | ------------------ | ---------- |
| 1932 / 1998 | Stalen mannetjes op misthoornsokkel | Ben Paagman        | Haven                             | Oudeschild | staal, baksteen    |            |
| 1975        | De Brekende Golf                    | Harry Tielemans    | Haven                             | Oudeschild | staal, basaltsteen |            |
| 2002        | Zeilend Schild                      | Harold Bergfeld    | Waddenhaven Texel                 | Oudeschild |                    |            |
| 2014        | Muurschildering 't Skilder Muurtje  | SIT                | Waddenhaven Texel                 | Oudeschild |                    |            |
| 2018        | Muurschildering op fietsenberging   | Marieke Brommersma | Waddenhaven Texel                 | Oudeschild |                    |            |
| 2020        | De Fuik                             | Paulien Valk       | Waddenstrandje, Waddenhaven Texel | Oudeschild | Cortenstaal        |            |
| onbekend    | onbekend (gele ringen of schakels)  | onbekend           | IJsdijk 11                        | Oudeschild |                    |            |
| onbekend    | Tuk Tuk Express                     | onbekend           | Haven (Waddenhaven)               | Oudeschild | metaal             |            |

## 't Horntje
| Geplaatst | Omschrijving                                                                   | Kunstenaar   | Straat                          | Plaats     | Materiaal | Afbeelding |
| --------- | ------------------------------------------------------------------------------ | ------------ | ------------------------------- | ---------- | --------- | ---------- |
| 2003      | De Basis                                                                       | Peter Riteco | Molwerk (voor het havenkantoor) | 't Horntje | hout      |            |
| 2014      | Monument voor verdronken zeelui. Rampspoed in het verleden (zwerfkei monument) | onbekend     | Molwerk                         | 't Horntje | zwerfkei  |            |

## De Waal
| Geplaatst | Omschrijving     | Kunstenaar           | Straat                                 | Plaats  | Materiaal | Afbeelding |
| --------- | ---------------- | -------------------- | -------------------------------------- | ------- | --------- | ---------- |
| 1999      | Het Spel         | Marijn Koenen-Gorter | hoek Hogereind-Sommeltjesweg           | De Waal |           |            |
| 2021      | Vive La Fontaine | Dick Aerts           | Nieuwlanderweg, Natuurcentrum De Marel | De Waal |           |            |
|           | Sommeltjes       | Anna de Visser       | Hoek Hogereind-Langwaal                | De Waal |           |            |

## Texel
| Geplaatst | Omschrijving                       | Kunstenaar | Straat | Plaats | Materiaal | Afbeelding        |
| --------- | ---------------------------------- | ---------- | --- | ------ | --------- | ----------------- |
| 2003      | Monument voor Geallieerde Vliegers |            | gedenksteen/negen zwerfkeien verspreid over het eiland. Pontweg, Mokweg, Watermolenweg, Hemmerkooi, Fonteinsnol, NH Kerk Oudeschild, Polder Zandkes, Dijk achter Oost, Krimweg | Texel  |           | Meer afbeeldingen |